# Dysdera naouelae
Espèce
Dysdera naouelae est une espèce d'araignées aranéomorphes de la famille des Dysderidae.

## Distribution
Cette espèce se rencontre en Asie centrale.

## Description
La carapace du mâle holotype mesure 3,55 mm de long sur 2,63 mm et l'abdomen 3,76 mm et la carapace de la femelle paratype 3,77 mm de long sur 2,73 mm et l'abdomen 4,41 mm.

## Systématique et taxinomie
Cette espèce a été décrite par Bellvert et Dimitrov en 2024.

## Étymologie
Cette espèce est nommée en l'honneur de Naouel El Jaarani Oualkadi.

## Publication originale
- Bellvert, Dimitrov, Zamani & Arnedo, 2024 : « Integrating museum collections and molecules reveals genus-level synonymy and new species in red devil spiders (Araneae, Dysderidae) from the Middle East and Central Asia. » European Journal of Taxonomy, vol. 921, p. 201-235 (texte intégral).